# Фармацевтическая биология
Фармацевтическая биология — раздел фармации (или биологии), который рассматривает живую клетку организма как наименьшую единицу животного организма, а также влияние на неё природных соединений (биогенных лекарственных веществ) и синтезированных лекарственных соединений, их фармакологическое и токсикологическое воздействие.
Кроме известных используемых в медицине лекарственных растений, данный раздел фармации исследует также микроорганизмы и внеклеточные системы (например, ферменты). Основные части фармацевтической биологии:
- Фармакогнозия
- Фитохимия
- Фитотерапия
- Химия природных соединений
- Анализ природных соединений
- Фармацевтическая биотехнология